# Quassia cedron
Quassia cedron là một loài thực vật có hoa trong họ Thanh thất. Loài này được (Planch.) D.Dietr. miêu tả khoa học đầu tiên năm 1840.